# Руско-украинска война
Руско-украинската война (на украински: російсько-українська війна, на руски: российско-украинская война), наричана също руската въоръжена агресия срещу Украйна или войната за независимост на Украйна (на украински: війна за незалежність України), се характеризира с пряко и непряко използване на въоръжена сила от Руската федерация срещу суверенитета и териториалната цялост на Украйна. В руската пропаганда се използва терминът „специална военна операция“. Явните компоненти на въоръжената агресия на Русия срещу Украйна, която започва през 2014 г., са:
- Анексиране на Крим от Русия през февруари – март 2014 г. (с последващото начало на временната окупация на полуострова от Русия на 20 февруари 2014 г.)
- Войната в Източна Украйна (Донбас) от април 2014 г., която започва със създаването на така наречените Донецка и Луганска „народни републики“
- Руското нападение над Украйна на 24 февруари 2022 г., която започва след продължително военно струпване и признаването от Русия на терористичните квазидържави ДНР и ЛНР като държавни образувания.

Към януари 2021 г., според ООН, общият брой на жертвите във войната е 13 100 – 13 300 души. Това включва 3375 цивилни жертви, приблизително 4150 украински военни жертви и приблизително 5700 проруски бойци. Почти 1,8 милиона души са разселени вътрешно. Русия окупира повече от 7% от територията на Украйна.
На 27 януари 2015 г. Върховната рада на Украйна обявява Руската федерация за агресор.

## Предпоставки
Основните предпоставки за конфронтацията между Русия и Украйна, която ескалира във въоръжена агресия на Русия срещу Украйна няколко. По-важните сред тях са: имперско мислене на Руския (желание да се възстанови Варшавския пакт), криза на демокрацията, олигархичен модел на управление и икономически упадък.
След решението на Кабинета на министрите на Украйна да спре подготовката за подписване на споразумението за асоцииране между Украйна и Европейския съюз, на 21 ноември 2013 в страната започват антиправителствени протести (т. нар. Евромайдан). Тези протести са насочени най-вече към поддържане на установения геополитически курс на Украйна към ЕС и НАТО.
Смяната на властта в Украйна през февруари 2014 г., води до отстраняването на президента Виктор Янукович и бягството му в Русия, възстановяването на конституцията на Украйна от 2004 г. и свикването на предсрочни президентски избори. Смяната на тогавашното правителство драстично намалява влиянието на Русия в Украйна. Тези събития са претекстът, използван от Русия за анексията на Крим, но не са причината за войната.

## Подготовка на Русия за агресия и компоненти на агресията

### Информационна война
Основната предпоставка за конфликта е все по-враждебната политика на подвластната на идеологията на Владимир Путин (т.нар. путинизъм) Руска федерация спрямо Украйна. Тази политика, с оглед на съдържанието на руската пропаганда в медиите, става отявлено враждебна, трансформирайки се от антиукраинска във военна пропаганда. Агресивността на руската политика спрямо Украйна довежда до първите жертви от украинска страна още по време на режима на Янукович. За да противодейства на влиянието на руската пропаганда, през лятото на 2014 г. Държавният комитет за телевизия и радио на Украйна започва да се бори срещу разпространението на сепаратистки и антидържавни материали в медиите.

### Правна война
Един от аспектите на подготовката на Русия за агресия е правната конфронтация между Русия и Украйна. Правната подкрепа на конфронтацията от страна на Русия е извършена на най-високо законодателно ниво чрез приемане на определени резолюции по въпроси, които позволяват най-ефективно, от гледна точка на руската политика, да помогнат за решаването на проблема за възстановяване на контрола върху Украйна. Сред тези въпроси най-развити са правният статут на Крим, нивото на сътрудничество на Украйна с НАТО и статутът на руския език в Украйна.

### Икономическа война
Предпоставка за началото на въоръжената агресия срещу Украйна е икономическото обезкръвяване на Украйна, осъществено чрез пряк икономически натиск чрез търговски и тарифни конфронтации, блокиране на украинската търговия, блокиране на доставките на газ и др. В същото време то тези процеси протичат при липса на ефективна опозиция или дори пряка подкрепа от страна на украинските политици. Като пример подписването от Юлия Тимошенко на изключително неблагоприятно за Украйна газово споразумение е представено като значимо политическо постижение на ръководения от нея кабинет.
Икономическата война срещу Украйна е насочена преди всичко срещу икономиките на Източна и Южна Украйна, които поради определени особености се намират в положение на зависимост от Руската федерация, по-специално като получатели на суровини и енергия от Русия и като пазар за значителен дял от собствените си продукти.

### Руската православна църква във война
Значителна част от рускоезичното население в Източна Украйна, силното влияние на руските медии и руската църква, и хибридният характер на руската война срещу Украйна водят до прякото и непряко участие на Руската православна църква във въоръжената агресия срещу Украйна. Елемент от косвеното участие на РПЦ в агресията срещу Украйна е посланието на Московския патриарх Кирил до Константинополския патриарх Вартоломей, в което патриарх Кирил заявява, че след Майдана „схизматиците“ (т.е. Украинска православна църква на Киевската патриаршия) и униатите „открито призовават за изкореняване на православието“ на територията на Украйна и „с началото на военните действия униати и разколници, получавайки оръжие, под прикритието на антитерористична операция, започват да извършват пряка агресия срещу духовенството на каноничната украинска православна църква на изток“.
Освен косвеното участие на църквата са записани и свидетелства за нейното пряко участие в агресията. По-специално е установено, че някои терористични групи в Русия са съсредоточени в църкви, а някои „свети отци“ са пряко замесени във военни действия срещу Украйна.
| „               | Ако имаше една църква в Украйна, нямаше да има война, защото Путин нямаше да има подкрепа в Украйна. Сега я има – Московска патриаршия. Духовенството и вярващите на Московската патриаршия, сепаратисти и агресори помагат не само с думи, но и с действия. | “ |
| Филарет Киевски | |   |

## Хронология

### „Законодателна подкрепа“ на агресията
На 1 март 2014 г. Съветът на федерацията на Руската федерация подкрепя искането на руския президент Владимир Путин за разрешение за използване на въоръжените сили на Руската федерация на територията на Украйна. Във връзка с руската агресия Съветът за национална сигурност и отбрана на Украйна решава да приведе въоръжените сили на Украйна в пълна бойна готовност и разработва „подробен план за действие в случай на пряка военна агресия от страна на Руската федерация“.

### Окупация на Крим (22 февруари – 18 март 2014 г.)
На 23 февруари 2014 г. започват да се провеждат проруски и проукраински митинги. В проукраинските митинги вземат участие голям брой кримски татари, водени от Рефат Чубаров – лидера на общественото сдружение и основна неправителствена структура на коренната общност на кримските татари Меджлис. На 27 февруари неидентифицирани въоръжени мъже, за които се предполага, че са бивши бойци от разпуснатото на 25 февруари специално подразделение „Беркут“, участвали в потушаването на протестите в Киев, и руски специални части, завземат и блокират Върховната рада на Крим и други административни сгради, летищата в Симферопол и Севастопол, средства за масова информация и др. По тяхно желание в парламента на Крим идват някои депутати, които гласуват за референдум за разширяване на автономията на Крим на 25 май 2014 г. – в деня на президентските избори в Украйна. Наличието на кворум обаче е под въпрос, тъй като медиите не са допуснати до заседанието. Датата на референдума е променена два пъти: най-напред на 30 март, а скоро след това – на 16 март. Променена е и формулировката на въпроса: вместо за разширяване автономията, имащите право на глас трябва да заявят позиция относно присъединяването на Крим към Русия. Но тъй като Украйна е унитарна държава, въпросът за отделянето на региона може да бъде решен само на национален референдум. Имайки предвид това, още преди референдума лидерите на ЕС, САЩ и много други го обявяват за незаконен, а резултатите от него – за невалиден.
През нощта на 27 февруари въоръжени неизвестни лица превземат сградите на Върховната рада и правителството на Автономната република Крим и поставят руски знамена върху сградите. Според народния депутат Сергей Куницин административните сгради са завзети от професионално обучени хора, въоръжени с автомати, картечници, гранатомети и др. Медиите инфомрират, че центърът на Симферопол е бил блокиран от служители на реда, които вдигнали тревога и ограничили движението на градския транспорт.

### Проруски действия в източната и южната част на Украйна
През март и април 2014 г. се провеждат редица акции с участието на руските специални служби в източните, централните и южните райони на Украйна, чиито участници са предимно за отделяне на южната и източната част на Украйна и присъединяване на тези региони към Руската федерация, провеждането на референдум за федерално устройство на Украйна, предоставяне на руския език статут на втори държавен език, и срещу новото украинско правителство. В контраст с тези действия в източните и южните райони проукраинските сили провеждат акции в подкрепа на териториалната цялост на Украйна и нейната държавна система.
Окупацията на Крим от Руската федерация и проявите на украинофобия на проруските протестиращи в южната и източната част на Украйна предизвикват голямо възмущение сред населението на Украйна, което за няколко дни премина в масови протести.

#### Конфронтации в Донецк и Луганск
По време на демонстрациите проруски активисти се опитват да превземат държавни институции (заграбени са сградите на областните държавни администрации в Донецк и Луганск). Избухнват сблъсъци между участници в проруски и проукраински митинги, най-мащабният от които се провежда в Донецк и по време на които десетки са ранени и поне един убит.

#### Конфронтации в Харков
По време на демонстрациите проруски активисти се опитват да превземат областната държавна администрация в Харков. Избухват сблъсъци между участници в проруски и проукраински митинги.

#### Конфронтации в Одеса
На 2 май 2014 г. избухват сблъсъци, които прерастват в масови безредици в град Одеса. Избухват улични боеве между проукраински граждани, ултраси на футболните клубове „Черноморец Одеса“ и „Металист Харков“, от една страна, и проруски сепаратистки активисти, от друга. Конфронтациите започват от историческия център на града по улиците „Грецкая“, „Дерибасовская“ и „Грецкая“, а по-късно се превръщат в преследване на проруски активисти през по-голямата част от центъра на града до Куликово поле, където са дадени най-много жертви вследствие на опожаряването на сепаратисткия щаб в Дома на профсъюзите.
В резултат на сблъсъка 48 души умират – шестима умират от огнестрелни рани, а останалите – по време на пожар в синдикална сграда; 247 са ранени.

### Ходът на конфронтацията през 2016 – 2020

#### Инцидент в Керченския проток
На 25 ноември 2018 г. се състои битката при Керченския проток, в която бронираните артилерийски катери „Бердянск“ и „Никопол“ и рейдовият влекач на Военноморските сили на Украйна „Яни Капу“ извършват планиран преход от пристанище Одеса до пристанище Мариупол в Азовско море. „Яни Капу“ е ударен от руския граничен кораб „Дон“. След това, когато напуснаха 12-милната зона, лодки на ФСБ на Руската федерация откриват огън по корабна група на ВМС на Въоръжените сили на Украйна.

### Инвазия (2022)
На 21 февруари 2022 г. самопровъзгласилите се Донецка народна република и Луганска народна република са признати за независими държавни образувания с указ на Владимир Путин, на територията на Украйна е изпратена редовна армия на Въоръжените сили на Руската федерация и е подписан Договора за приятелство, сътрудничество и взаимопомощ с ДНР и ЛНР.
Вечерта на 23 февруари 2022 г. лидерите на ДНР и ЛНР Денис Пушилин и Леонид Пасичник се обръщат към Владимир Путин за военна помощ.
На 24 февруари 2022 г. около 5 ч. сутринта Владимир Путин без да обявява война на Украйна в нарушение на член 2 на Хартата на ООН започва така наречената от него „специална военна операция“. В същото време руските войски започват интензивен обстрел на части на украинските въоръжени сили на изток, прекосяват североизточната граница и изстрелват ракети и бомби по летища и оръжейни складове в почти цяла Украйна. Върховната рада единодушно одобрява въвеждането на военно положение. Сирени за въздушни нападения се чуват в цяла Украйна през по-голямата част от деня. Информационно-комуникационната инфраструктура в Украйна понася удари в резултат на кибератаки и бомбардировки от руската армия. Няколко украински града и съоръжения са окупирани, включително атомната електроцентрала АЕЦ Чернобил. Въпреки това, според представител на американската отбрана, руската армия „среща по-голяма съпротива от очакваното“ (особено в посока Киев).

### Геноцид над украинците
На 14 април 2022 г. Върховната рада на Украйна признава за геноцид на украинския народ действията, предприети от Руската федерация по време на последната фаза на въоръжената агресия на Руската федерация срещу Украйна, започнала на 24 февруари 2022 г. Посочва се, че актовете на геноцид в действията на Русия се проявяват по-специално в извършването на масови зверства в градовете Буча, Бородянка, Гостомел, Ирпин и др.

## Опити за мир. Проектодоговор в Истанбул (април 2022)
В хода на войната са правени опити за мир. На всички опити за преговори от Кремъл отговарят, че няма да има такива докато украинците не свалят оръжие (т.е. не капитулират). През април 2022 е изготвен проекто договор в Истанбул. Впоследствие Зеленски отказва да го подпише. Давид Арахамия, ръководител на фракцията „Слуга на народа“ във Върховната рада на Украйна, дава интервю за телевизионния канал 1+1 и твърди, че Борис Джонсън се е намесил на 9 април, проваляйки договора. Русия често използва този аргумент, но не казва всички унизителни клаузи, заложени в проектодоговора. Проектодоговорът е публикуван от немското списание Die Welt.
Според проекто-договора Украйна получава забрана да влиза във военни съюзи срещу Русия (НАТО); също така ѝ се забранява да допуска чужди войски, чужди оръжия или чужди учения на своя територрия, както и да закупува или създава ядрени ракети; Русия си задържа Крим, а впоследствие ще преговаря допълнително за ДНР и ЛНР (оттогава насам Песков често изказва гласно съждения, че има нови териториални реалности и светът трябва да признае окупираните територии за руски); ВСУ да бъде смалена от 1 000 000 души до 85 000;на Украйна се забранява да има ракети с обсег над 40 км; редуцира се и броят на артилерийските оръдия, танковете и ракетните установки, също и на авиацията; руският да стане втори държавен език; (нещо спрямо което Зеленски е бил категорично против) Фашизмът да бъде забранен със закон, Украйна да бъде денацифицирана, а пронацистките сили – отстранени (евреинът Зеленски е смятан от Кремъл за нацист; дори за кратко се появява заповед за ареста му на сайта на Министерство на вътрешните работи в Русия); В замяна Русия гарантира изтегляне от Чернигов и Харков. Постоянните членки на ООН (САЩ, Русия, Китай,Велибобритания, Франция) стават страни-гаранти. Русия си запазва правото на вето, а и държи да включи Беларус като страна гарант; също така Русия не гарантира неделимостта на ДНР и ЛНР. Освен това Русия санкциите срещу нея да паднат.
Проектодоговорът е счетен за неприемлив още повече, че по това време 82 процента от украинците са против откъсване на територии от Украйна. Киевското правителство не подписва договора, въпреки че той е парафиран от Кремъл.
Периодично от Кремъл подновяват условията и настояват, че света трябва да сложи оръжие, да признае новите териториални реалности и да денацифицира Украйна.

## "Зърнена" сделка (22 юли 2022 - 17 юли 2023)
Постепенно в Украйна възниква хуманитарна криза. Чрез посредничеството на турският държавен глава Реджеб Ердоган и ООН на 22 юли 2022 година е договорена т.нар. "зърнена сделка", за безопасен превоз на зърно от Украйна и до Украйна. Според зърнената сделка транспортни кораби ще миниват по обезопасени коридори в Черно море, за да доставят зърно,  като те ще бъдат проверявани в Инстанбул дали не превозват оръжие.Владимир Путин първоначално се съгласява, но на няколко пъти нарушава сделката и обстрелва транспортни кораби под претекст, че те носят оръжие за Украйна. Въпреки своите чести прекъсвания сделката функционира до лятото на 2023 година като на няколко пъти е удължавана.Чрез нея са транспортирани почти 30 милиона тона зърно, което предотвратява продоволствена криза в цяла Европа. На 17 юли 2023 Русия се изтегля от сделката

## "Тригълни" сделки
Постепенно се сдига до негласно споразумение страните от ЕС, плюс САЩ да предоставят остарялата си бойна техника на Украйна, а в замяна да получат облекчения в заплащането на нова модерна бойна техника. ВСУ е по-запозната със старата техника, като голяма част от нея е руска, а страните от ЕС искат да се освободят от зависимоста си от Русия по отношение на отбраната си. Това са т.нар. "тригълни" сделки. Така например в началото на юли 2023 година правителството на САЩ е предолжило 200 милиона на българското служебно правителство, като тези пари ще отидат за модерна военна техника. В замяна то е поискало България да предостави остаряла руска военна техника на УкрайнаТъй като руското правителство заплашва участниците във войната с ядрен удар, то най-често оръжие се предоставя чрез посредничествоот на частни фирми, които вкарват бойната техника през Полша или Румъния. Според министъра на отбраната на България, Димитър Стоянов триъгълни сделки са били договаряни през март- май 2023 и България е изпуснала срока.  Горните факти обаче (предложение на САЩ за тригълна сделка през юли 2023) са в разрез с това твърдение.

## Бойни действия през 2023 година - 2024 година

### Трудности в  логистиката на Украйна 2023-2024
Постепенно става ясно, че войнатаняма да спре. НАТО оказва логистична подкрепа чрез набавяне на оръжие, но не се решава на по-дейна подкрепа, поради заплахите на Вл. Путин че ще използва ядрено оръжие. През  23 февруари 2023 се навършва една година от агресията на Русия спрямо Украйна. Въпреки че Украйна се съпротивлява успешно постепенно превъзходството на руснаците като численост и големина на военната техника постепенно става очевидно.  Володимир Зеленски признава че  ВСУ губи огромен брой хора. Сериозен проблем е и дефицита със снаряди. През февруари 2023 ЕС се наема да предостави 1 милион артилерийски снаряди на Украйна.  Дълго време  демократичните страни изпитват затруднения с това количество. Към дата 14 ноември 2023 година на Украйна са предоставени едва 300 000 снаряда (само за сравнение на 15.12. 2023  украйнският главнокомандващ  Валерий Залужни иска от Лойд Остин 17 милиона снаряда  - в пъти повече от цялото европейско и американско производство Най-солидна е подкрепата от САЩ. Въпреки че в началото на март 2024 са предоставени малко над желания 1 милион снаряда забавянето е очевидно. Причината - европейските държави не са настроили страните си в режим "военна икономика" и е трудно да възстановят отведнъж военната си промишленост. Европейските държави срещат най-различни спънки. Множество поръчки за други държави (напр. за Египет); неподдържането на склад на такива огромни количества боеприпаси; помощта за Русия оказвана от страните от БРИКС (според "The Times" само за 2024 г. Северна Корея е осигурила 1,5 милиона артилерийски снаряди за Русия, както и на ракети с малък обсег и снаряди 155 за РЗСВ "Катюша"). Иран също активно подпомага Русия във военно отношения, напр. чрез продажба на бойни ракети; проблем създават и административните правила в ЕС които забавят нужните процедури; Не е без значение усложенната геополитическа обстановка през 2024 и че републиканската партия няколко месеца саботира изпращането на бойна техника на стойност няколко милиарда на Украйна. Политическите противоборства забавят помощта за дълго време

### По-важни битки в Украйна през 2023 година. Битка при Бахмут.
Битката за Бахмут започва 1 август 2022 и продължава до 20 май 2023. След   Битката при Вердюн през 1916 битката за Бахмут е най-дългата битката в съвременната военна история. Основните бойци от руска страна са ЧВК „Вагнер“. Стратегическата значимост на Бахмут се определя като незначителен, което постава под въпрос защо руската офанзива там е толкова яростна На 11 януари 2023  ЧВК Вагнер успява да заваземе гр. Соледар и да направи пробив. около 20 февруари 2023 Бахмут се оказва обкръжен, а ВСУ се изтеглят на височините над града. На 20 май Бахмут е окупиран на 100 процента. Важно е да се каже, че междувременно целият град е практически сринат със земята от руснаците, така че на практика те овладяват руините на града. BBC News Rusian и Mediazone успяват (чрез некролози, паметни плочи и пр.) да потвърдят поименно над 5703 убити руски военнослужещи при Бахмут.  Тъй като голяма част от убитите и освободени затворници и за тях няма сигурни вести двете медии допускат, че реалният брой убити руски военнослужещи е около 12 000 души. Но ако към тази цифра се добавят и убитите наемници от ЧВК Вагнер цифрата ще набъбне още, тъй като те са погребвани дискретено. Ако се вземат предвид  всички възможни жертви цифрата 100 000  убити руски военнослужещи (при Бахмут) назована от американския президент Джо Байдън не изглежда толкова фантастично.

### По-важни битки в Украйна през 2023 година. Битка за Авдеевка.
Битката за Авдеевка започва още през 21 февруари 2022 година, но след октомври 2023 републиканската партия на САЩ създава проблеми във финансирането на логистиката на Украйна. Потестепенно от есента на 2023 Русия преминава настъпление и постига важен пробив на 20 януари 2024. На 17 февруари командващия на украинските сили Олександър Сирски ( от февруари 2024 ) обявява, че е взето решение украинските войски да се изтеглят от града с цел предотвратяване на обграждане и запазване на човешки животи, с което битката приключва. Авдеевка е добре укрепено селище, и плацдарм към Донецк, така че е от стратегическо значение. Боевете при Авдеевка са страхотни, с невероятни човешки жертви и от дветес трани. Според експерта от IISS, Микаел Герстад само между октомври 2023 и февруари 2024 руснаците дават около 22 500 жертви при (убити или ранени) при Авдеевка.

### Пуч на Евгений Пригожин (23 - 24 юни 2023 година)
За да не провежда мобилизация за пред руското населението Путин финансира множество наемнически бригади, средно с 5000-7000 души. Сред тях си заслужава да се споменат ЧВК "Факел" (финансирана от Газпром), ЧВК "Кубан", ЧВК "Дон", ЧВК "Тигър" и пр. но ЧВК "Вагнер" е най-голямата (според данни на британското разузнаване към 24.06.2024 ЧВК "Вагнер" се състои от 50 000 души, от които ок. 40 000 са бивши затворници) Голяма част от сериозните боеве (особено при Бахмут) са изнесени именно от ЧВК "Вагнер". Нейн командващ офицер е полк. Дмитрий Устинов, а неофициален ръководител - Евгений Пригожин. Пригожин е доверено лице на Владимир Путин. Той често е наричан в медиите "готвачът на Путин", тъй като притежава вериги скъпи ресторанти в които Путин обядва; нещо повече  - в тези ресторанти често са поканени и чужди държавни глави (напр. Джордж Буш - младши, на официална вечеря с Путин през 2007). Всичко това дава на Пригожин високо самочувствие. От март 2023, обаче Пригожин зачестява критиките си към министъра на отбраната на Руската федерация,  Сергей Шойгу. Според Пригожин ЧВК "Вагнер" поема основната тежест в Бахмут, а Шойгу забавя логистиката и дори говори за преструктурине на "Вагнер" и подчинението им към руското министерство на отбраната. На 23 юни 2023 Пригожин обявява бунт. Той обявява, че действията му са отмъщение на атаката на  Шойгу към ЧВК  "Вагнер". Също така той пуска видеоклип, в койтот върди, че твърденият на Вл. Путин с които оправдава окупацията на Украйна (че се защитава от евентуално нападение от страна на  НАТО) са лъжа. Пригожин повежда военни части към Москва; основната част от силите му са от ЧВК "Вагнер", като към тях се прибавят и дезертьори. Първаначално армията на Пригожин се придвижва бързо по автомагистралата и за часове превзема Воронеж. Постепенно настъплението се забавя (междувременно Вл.Путин подготвя Москва за обсада и привиква бойни части от отдалечни територии). Не става ясно на какво се е надявал Вл.Пригожин. Някои допускат, че като приблиен на ген. Сергей Суровикин, (противник на Шойгу) той е очаквал военна подкрепа.Суровикин обаче остава пасивен. Ако Пригожин е разчитал на подкрепа от западни лидери остава излъган. Западните лидери са объркани: не е ясно дали не става дума за инсценировка; Пригожин също като Вл. Путин е "ястреб" по отношение на Украйна; eдна гражданска война в Русия би създала куп проблеми - с предполагаема емигрантска вълна, с неяснота кой ще наложи контрол над ядрените оръжия и как ще бъдат използвани те и пр. Поради тези проблеми западните лидери избипат пасивна позиция. Беларуският президент Александър Лукашенко влиза в ролята на посредник между Вл. Путин и Ев. Пригожин. Той успява да убеди Пригожин, че действа неразумно и му предлага компромис - Пригожин с още 7000-10 000 бойци на ЧВК "Вагнер" ще отиде в Беларус и вместо с тежки боеве в Бахмут ще се занимава предимно с охранителни функции; останалите 30-35 000 бойци ще положат военна клетва и ще минат към министерство на отбраната на Русия, като това ще е добровелен акт. Пригожин приема предложение и на 24 юни спира метежа. На 20 юли споразумението е официализирано. На 23 август точно три месеца след пуча, вертолет в който се намират Евгений Пригожин, Дмитрий Устинов и още 9 човека бива взривен от руска ракега. Въпреки неуспеха си метежа на Пригожин показва слабости в руското военно командване и руската отбрана.

### По-важни битки  през 2024 година. Украинска контраофанзива в   Курска област през август
На 1 август 2024 ВСУ получава западно оръжие, сред което 6 самолета F-16, както и танкове, артилерийски снаряди и пр. На 6 август ВСУ се решава на контраофанзива, успява да премине границата с Русия. В близките няколко дни, ВСУ успява да наложи контрол над 40 километра на ширина и 12 – на дълбочина и овладява значителна част от Курска област (над 72 селища, като числото нараства), както и част от нефтопровод. На 8 август 2024 Путин свиква Съвета за национална сигурност на Русия Руснаците първоначално твърдят, че са отбили атаката, а впоследствие започват да говорят за малък пробив. Въпреки това губернаторът на Курска област, Алексей Смирнов нарежда евакуация на района на с. Глушково (Курска област). Според руските власти изненадващото украинско нахлуване е предизвикало хаос в Курска област и е наложило да бъдат евакуирани 200 000 цивилни а 16 август Асойшетед Прес цитира президента Володимир Зеленски, който твърди, че ВСУ е наложила контрола си над гр. Суджа,  Курска област Важното е да с е отбележи, че в Суджа, има измервателна станция за руски природен газ, който тече по украински тръби и представлява 3% от вноса на континента. Руската федерация обявява  извънредно положение и на федерално ниво. Само за три седмици ВСУ си възвръща контрола над десния бряг на река Оскол, освобождава градовете Балаклея, Волчанск, Купянск, Изюм и Лиман и пр.; На 27 август 2024 главнокомандващият ВСУ,  Олександър Сирски информира че ВСУ вече контролира 1290 кв. км. и над 100 селища Постепенно бойните действия стават позиционни и към началото на октомври 2024 няма съществена промяна.Коннтраофанзивата е раглеждана по различни начини - някои анализатори я счита за неуспешна, защото тя не успява да принуди Вл.Путин на отстъпки, нито да спре руското настъпление в Покровск. Според  Олександър Сирски обаче това е тактически успех, защото пренася битката на руска земя, показва на ЕС и САЩ, че с нужното въоръжение Украйна може да бележи победи, а освен това принуждава Путин да пренасочва сили от Донбас към Курск.  Някои анализатори смятат, че за разлика от предишния главнокомандващ на ВСУ, Валерий Залужни, то Сирски не е склонен към мащабни сблъсъци с многобройни жертви (както се случва при Бахмут). Вместо това той предпочита изненадващи удари с тактическа цел.

### По-важни битки през 2024 година. Руско настъпление в Покровск, Донецка област през септември-октомври
Междувременно през август- септември 2024 Русия започва настъпление към Покровск, Донецка област (Украйна). Покровск е важен транспортен възел, а превземането му би затруднило логистиката на ВСУ в Курска. На 1 септември 2024 Зеленски признава, че положението при Покровск е изключително тежко и руснаците са съсредотичили много ресурси в тази посока На същия ден британското разузнаване признава, че руските сили са на 10 км. от Покровск На 04 ноември 2024 Института за изследване на войната (ISW) в свой анализ признава, че Русия постига тактическите си цели ((завладяване на Угледар, който открива пътя към автомагистрала H-15 (град Донецк - град Запорожие) и елиминиране на широкия украински фронт в западната част на Донецка област.); същевременно обаче според ISW Русия не успява да постигне оперативни успехи (например превземане на Часов Яр или изтласкване на украинците от левия бряг на р. ОскилОсвен това анализа сочи за многбройни руски жертви в бойна техника Въпреки това Русия продължава настъплението си. На 02.10.2024 Руската федерация превзема Угледар, а на 02.11.2024 руснаците превземат Селдово

## Усложнена геополитическа обстановка през 2024 година

### Арест и предполагаема екзекуция на Алексей Навални
В началото на годината умира дългогодишният политическ опонент на Владимир Путин, Алексей Навални. Ал. Навални е знакова фигура за демократичната опозиция в Русия. Той е кандидат - президент на Русия през 2017 (не е допуснат да участва), срещу него има няколко атентата, а българският общественик и писател Христо Грозев публично демонстрира как ФСБ е тровило Навални с "Новичок". През 2022 Навални се завръща от Германия в Русия, за да продължи по легален път борбата си с режима на Вл. Путин. Там той е арестуван, осъден на закрит процес  и въведен в наказателна колония в Сибир.Скоро след това първоначалното му наказание е удължено  с още деветнадесет години. Има сведения, че е изтезаван. Той умира на 16 февруари 2024, като около смъртта му остават неясни обстоятелства. На майката на Навални дълго време не е предоставено тялото му, отправени са заплахи към нея. Европейските политически лидери и интелектуалци превръщат Навални в мъченик. Някои опозиционни  руски лидери, като Гари Каспаров също коментират смъртта на Ал. Навални, в смисъл че той е убит от режима на Путин В България дори се събира подписка бул. "Граф Игнатиев" да бъде прекръстен на "Алексей Навални". 
В Украйна политическата класа е по - сдържана. Навални не е черно-бяла фигура, в миналото си той е бил в коалиция с крайнодесни елементи (обяснението на Навални е, че всеки който е срещу Путин е негов съюзник). Освен това поне до 2022 година той проявява резервираност по темата "Украйна" и смята че макар че правдата на страната на украинския народ той ще трябва да се съобрази с новите реалности и да се откаже от Крим.

### Преизбиране на Владимир Путин за трети пореден (пети общо) мандат
На 18.03.2024 Владимир Путин е преизбран за президент с 87,2 процентаТова е пети мандат за руският държавен глава, трети последователен, при това за 6 години. На практика той е във властта от 25 години (20 от тях като президент и 5 като министър-председател). Путин дори вече не се крие зад оправдания, че този мандат не е трети пореден. Той ясно демонстрира на демократичната общност, че нейното мнение не го интересува. На изборите в Крим не са допуснати наблюдатели за ОССЕ. Има сигнали за огромни нарушения в агитацията и организацията на изборите (например че са допуснати само подбрани кандидати; че не е ясно по какви списъци става гласуването; че е армията оказва натиск да се гласува "правилно" и пр.) но те няма как да бъдат проверени;Путин не обяснява как си представя провеждането на избори в Украйна, във военна обстановка; нито пък дава обяснения как самият той от позиция си на третия си последователен президентски мандат (пети общо) можеда претенендира за легитимност. При всички случаи преизбирането на Владимир Путин е много лоша новина за Украйна. Ясно е, че никой не може да очаква в следващите 6 години политиката на Русия на агресия над Украйна да се промени

### Избори за европейски парламент. Влияние върху войната в Украйна
Между 6 и 9 юни се състоят избори за Европейски парламент Те оказват голямо значение върху войната. Предварителните очаквания са националистическите партии да увеличат влиянието си. Тъй като мнозинството от тях подкрепят Русия, а противниците на Русия (най-вече либералите и ЕНП, а също и зелените) ще намалеят ЕП заема изчаквателен режим. Вероятно това е причината поради която саботьорската политика на Унгария не е наказана. На няколко пъти се обсъжда замразяване на членството на Унгария, поставя се и въпросът решенията да се взимат с квалифицирано мнозинство (а не с пълно единодушие), но поради липса на време тези въпроси се оставят за следващия европарламент. Между 6 и 9 се състоят евроизборите. Въпреки увеличаването на влиянието на крайнодесните консерватори все пак щетите за проевропейските партии са по-малки от очакваното.

### Предсрочни избори във Франция. Влияние върху войната в Украйна
Президентът Емануел Макрон има амбиции Франция да бъде водеща политическа сила в Европа. Той се опитва да създаде европейска армия, но конфликта в Украйна отново засилва ролята на НАТО и го кара да преосмисли тази своя позиция. Тъй като към Франция има много критики, че не подпомага достатъчно Украйна във военно отоншение, през пролетта на 2024 Макрон изостря  политическото си говорене по темата. Той дори допуска, че при определени обстоятелства е възможно НАТО-вски сили да влязат в Украйна.Идеята  среща голямо неодобрение сред страните от ЕС (и естествено сред Русия). На конференция в Париж Макрон допуска компромис - обсъдена е идеята да се създаде коалиция от държави, коятота да предостави ракети с малък и среден обсег на Украйна, а също така НАТО да изпрати военни инструктори в Украйна. Обсъдени са също възможностите за помощ с киберзащита на Украйна, разминиране на мини, подобряване на военната промишелност на ЕС и пр. Накратко през април-май Макрон втърдява тона спрямо Русия. Той влиза в ярък конфликт с  крайнодясната Марин льо Пен, която подкрепя Владимир Путин. Представители на нейната партия "Националнен сбор" се обявяват срещу тази инциатива на Макрон. На 9.6.2024, след загуба на изборите за Европейски парламент, Макрон разпуска парламента и насрочва нови избори
На 1.07.2024 на първия тур на националните избори във Франция, "Национален сбор" печели мнозинство (33 процента) следвана от левия блок (28 процента) и от центристите на Макрон  (20 процента). Тъй като никой не успява да спечели 51 процента се провежда втори тур. Тук левите привърженици се мобилизират срещу Льо Пен. На втория тур, на 8.7.2024 Марин льо Пен понася сериозно поражение. На първо място излиза френската левица с 180 места, на второ място е коалиционният съюз на Макрон "Заедно" със 159 места, на трето място е Националният сбор с 142 делегати, а на дъното са републиканците с 39 места. Предвид, че никой не успява да спечели 288 места това прави парламента силно фрагментарен. На 22.09.2024 новият премиер на Франция, Мишел Барние представя проектокабинет,който не се ползва с обществена подкрепа. Постепенно Макрон трябва да отстъпи от идеята си за НАТО-вски сили в Украйна

### Подкрепа за Путин от Виктор Орбан и саботиране на подкрепата на ЕС за Украйна
От самото начало  унгарският президент Виктор Орбан се обявява за основен противник по въпроса да се дава военна помощ на Украйна. Той използва нееднократно различни поводи, за да забавя помощта. Така например на 12.06.2024 Йенс Столтенберг и  Виктор Орбан успяват да се договорят, че Унгария няма да участва със свои средства в помощта за Украйна, но и  няма да пречи. През юли, обаче започва домакинството на Унгария и Орбан отново стопира тази помощ - под предлог че Украйна спира руския природен газ за Унгария. Също така още в началото на председателството на Унгария (от 1.7.2024 до 1.1.2025) Орбан демонстрира подкрепата си за Вл.Путин. На 5.07.2024 той отива в Русия, където да обсъжда с Вл.Путин "мирен план"Всички страни в ЕС реагират бурно, като отбелязват че той не е упълномощен за такива преговори; както и че има взето решение на ЕС и то трябва да се спазва. Въпреки това в идните дни  Виктор Орбан представя на европейските лидери концепция за мирен план, която представя руските ултиматуми. Този "мирен план" не е обсъждан. Нещо повече - на 18.07.2024, когато е преизбранаУрсула фон дер Лайен тя напада остро Виктор Орбан за неговата саботьорска политика. Любопитно е, че Орбан дълго време пречи на преизбирането на   Урсула фон дер Лайен за председател на ЕК с довода, че тя е "ястреб" по отношение на Русия. Той твърди, че Тръмп е човек на мира и че европейците трябва да порастнат и да се държат като американците. Орбан обвързва финансовите субсидии на Унгария, включително по Плана за развитие и устойчивост (блокирани заради корупционни практики) с геополитически действия - премахването на ветото  спрямо кандидатстването на Финландия за НАТО; премахването на ветото спрямо кандидатстването на Украйна за НАТО; даването от ЕС на парично-военна помощ на Украйна и пр.

### Смяна на генералният секретар на НАТО
Междувременно на 26.06.2024 Йенс Столтенберг, чиито мандат като генерален секретар НАТО е изтекъл бива заменен от Марк Рюте. В полза на кандидатурата на Рюте е посочено, че той е диалогичен човек, и консенсусна  личност . Също така в полза на неговата кандидатура е отчетено, че е успял да убеди Тръмп  в ключов момент да не изтегля подкрепата на САЩ за НАТО. Предвид, че към този момент една евентуална нова победа на Доналд Тръмп е много възможна, европейските държави търсят човек който да е в добри отношения с него и същевременно да подкрепя Украйна. Рюте отговаря и на двата критерия. Нещо повече - според преобладаващото мнение той може да бъде гъвкав и същевременно решителен. Допълнително неговият голям политически опит натежава над този на други кандидатите.

### Политически събития в САЩ. Влияние върху  войната в Украйна
Още през есента на 2023 президентът на САЩ, Джо Байдън подготвя голям финансов пакет на стойност десетки милиарди, с който да бъде закупена военна помощ за Украйна. Бюджета обаче пада жертва на политическите борби покрай президентските избори. Републиканците имат мнозинство в конгреса и блокират помощта. Байдън опитва различни процедурни ходове - обвързва помощта с помощ за Израел; обвързва я с административния бюджет; предлага облекчени процедури по екстрадиране на емигранти в САЩ.; Байдън дори търси подкрепата на републикански депутати. Предложението обаче не се приема близо 9-10 месеца. Едва в края на март 2024 предложението е одобрено от Конгреса. Бюджетът гласуван като помощ за Украйна в окончателния си вариант е 61 милиарда.
На този фон Тръмп говори как за един ден ще разреши конфликта, като събере Зеленски и Путин в една стая. Макар да не казва ясно позицията си, от някои негови намеци се разбира, че според него САЩ харчи безогледно много пари, за една война, който ѝ е чужда. Самият Тръмп, докато е президент не започва дори една война, а освен това подготвя изтеглянето на американските военни от Афганистан (завършено от Байдън). Преобладаващите мнения са, че Тръмп е привърженик на изолационизма .
На този фон здравето на Байдън се влошава прогресивно и кара много от големите спонсори на демократите да се притесняват. Пуска се слух, че той страда от влошаваща се деменция. Като цяло значителна част от холивудския мейнстрийм започва да агитира за смяна на Байдън като кандидат на Демократическата паритя (Дж. Клуни и Амал, Робърт де Ниро и пр.). Междувременно на голям митинг е открита стрелба срещу Тръмп. Тръмп е ранен, но успява да оцелее и използва събитието, за да набере популярност. Скоро след тези събития става ясно, че Байдън страда от ковид и той оттегля кандидатурата си. На негово мястото Демократическата паритя утвърждава вицепрезидентката Камала Харис

## Вижте още
- Хронология на руското нападение над Украйна (2022)
- Клане в Буча
- Ракетен удар по железопътната гара в Крематорск

### Справка
- Международен въоръжен конфликт в (англ.) (англ.) // Rulac: Върховенството на закона във въоръжени конфликти
- Конфликт в (англ.) (англ.) // Съвет за външни отношения

### Журналистика и анализ
Владимир Хорбулин, Резюме на втората годишнина от руската агресия срещу Украйна // Украински кризисен медиен център, 20 февруари 2016 г.

### Видео
Украйна. 100 дни над бездната //   1+1, 2018-03-13. Посетен на 14 март 2018.
|  | Тази страница частично или изцяло представлява превод на страницата „Російсько-українська війна (з 2014)“ в Уикипедия на украински. Оригиналният текст, както и този превод, са защитени от Лиценза „Криейтив Комънс – Признание – Споделяне на споделеното“, а за съдържание, създадено преди юни 2009 година – от Лиценза за свободна документация на ГНУ. Прегледайте историята на редакциите на оригиналната страница, както и на преводната страница, за да видите списъка на съавторите. ВАЖНО: Този шаблон се отнася единствено до авторските права върху съдържанието на статията. Добавянето му не отменя изискването да се посочват конкретни източници на твърденията, които да бъдат благонадеждни. |